# Prevodilački pokret
Prevodilački pokret је pokret prevođenja naučnih knjiga. Nastao je u IX veku.. Osnivanjem Kuće mudrosti (Bajt al-hikma) u Bagdadu, kalif Ma’mun je podržao već nastali pokret prevođenja naučnih knjiga sa drugih jezika na arapski. Kuća mudrosti je bila centralna institucija Prevodilačkog pokreta.
Početkom IX veka abasidski kalif Ma'mun (786—833) zvanično je utemeljio praksu prevođenja strane literature na arapski jezik, iako je ta tradicija postojala još od vremena njegovih predaka. Prvi prevodi na arapski jezik sačinjeni su za vreme Mansura (714—775), drugog abasidskog kalifa, i to iz oblasti medicine, matematike i astronomije. Ibn Haldun (1332—1406), čuveni muslimanski mislilac koji je utemeljio društvene nauke u islamskom svetu, prenosi da je „kalif Mansur poslao svog izaslanika kod vizantijskog cara po prevedene naučne knjige. Izaslanik se vratio sa Euklidovim knjigama i sa još nekim o prirodnim naukama. Muslimanski istraživači su pročitali te knjige, te su dobili želju da dođu i do druge literature iz te naučne baštine.”
Zbog koristi koju je imalo za političku stabilnost ili iz nekog drugog razloga, kao što je naučno interesovanje o kojem govori Ibn Haldun, prevođenje stranih spisa na arapski jezik uzelo je većeg maha nakon Mansura, za vreme čuvenog abasidskog kalifa Haruna Rašida (763—809). Naučni napredak se tada izuzetno jasno osećao, i otuda mnogi istoričari upravo Harunu Rašidu pripisuju osnivanje Kuće mudrosti. S obzirom na to da se za vreme Ma'muna beleže uočljiva naučna produktivnost brojnih prevodilaca i konstantan porast broja knjiga koje su pristizale iz drugih zemalja, ili koje su prevođene, neće biti čudno ako prosudimo da je Kuća mudrosti doživela puni procvat upravo pod Ma'munovim kalifatom.
Egipatski književnik Ibn Nabata (1287—1366) iznosi zanimljive detalje o tome kako su prikupljane knjige iz različitih zemalja sveta, a što nam pokazuje na koji način je Ma'mun podržavao razvoj znanja u tom vremenu. Primera radi, predstavljajući Sahla ibn Haruna, Ma'munovog bibliotekara koji je dobio taj položaj zahvaljujući svojoj mudrosti i rečitosti, Ibn Nabata spominje čitavu biblioteku filozofskih spisa iz Kipra koju je Ma'mun preuzeo nakon što je sklopio primirje sa tamošnjim vladarom. „Vladaru tog ostrva Ma'mun je poslao zahtev da dobije knjige iz biblioteke starogrčkih spisa čiji sadržaj do tada niko od Kiprana nije mogao da odgonetne. Vladar ostrva je okupio svoje savetnike i tražio njihovo mišljenje o tome da knjige isporuči Ma'munu. Svi sem jednog episkopa usprotivili su se tome da se biblioteka prenese, a episkop je rekao: 'Požurite sa odnošenjem biblioteke Ma'munu! Jer, u koje god religiozno društvo da su ušle, ove racionalne nauke su ga iskvarile i razjedinile njegove naučnike.' Tako je vladar ostrva poslao biblioteku. Ma'mun se bejaše mnogo obradovao knjigama, te naredi da ih prevede, a Sahle ibn Haruna imenova za bibliotekara.”
Vil Djurant (1885—1981), autor čuvene Istorije civilizacije, detaljno opisuje kako je Ma'mun 830. godine „u Bagdadu osnovao Kuću mudrosti (Bejt al-hikma) kao naučnu akademiju, opservatoriju i javnu biblioteku, potrošivši 200.000 dinara. Ovaj slavni istoričar nastavlja da je Ma'mun u toj instituciji uposlio grupu prevodilaca, koje je plaćao iz državne blagajne. Djurant ističe da je „Ma'mun ugrozio državnu blagajnu plativši Hunaina zlatom čija je težina bila ravna težini knjiga koje je preveo.”
Verovatno najobuhvatniji i najreferentniji bibliografski pregled o Prevodilačkom pokretu sačinio je Ibn Nadim (umro 995. ili 998.). On je 988 završio pisanje knjige al-Fihrist (Sadržaj), enciklopedijskog dela koje sadrži dragocene podatke o ondašnjim brojnim naslovima knjiga iz različitih naučnih oblasti. Ibn Nadim posebnu pažnju posvećuje prevodilačkim aktivnostima i daje veoma pouzdan prikaz celokupne naučne baštine tog vremena.
S obzirom na autentičnost prevoda sa starogrčkog i na odlučnost prevodilaca da se očuva izvorna intelektualna baština u toku Prevodilačkog pokreta, ne možemo prihvatiti tvrdnju nekih istoričara filozofije koji kritikuju originalnost starogrčke filozofije prevedene na arapski jezik. Samo 20 Aristotelovih knjiga prevedeno je 88 puta i to od strane 23 prevodioca, što ukazuje na izuzetnu ozbiljnost naučnog pristupa prevođenju knjiga u to doba. Dakle, u proseku, priređeno je više od četiri prevoda svake Aristotelove knjige, a naravno, svaki od tih prevoda, koje je upoređivan sa prethodnim, bivao je savršeniji... Prevodilac Aristotelovog dela Retorika u jednoj belešci u svom prevodu piše: „Ovaj tekst sam prepisao iz arapskog prevoda i gde god bih posumnjao u autentičnost prevoda, uporedio bih ga sa sirijačkim originalom, koji je tačan, i uneo bih ispravke u njega.”

## Literatura
- Halilović, T., Halilović, S. i Halilović, M. (2014), Kratka istorija islamske filozofije, Beograd, Centar za religijske nauke „Kom”, str. 9—13.
- Velajati, Ali Akbar (2016), Istorija kulture i civilizacije islama i Irana, preveo Muamer Halilović, Beograd, Centar za religijske nauke „Kom”, str. 131—161.